# Zygmunt Furtak
Zygmunt Furtak (ur. 19 grudnia 1911 w Lublinie, zm. 21 kwietnia 1996 w Warszawie) – polski inżynier budownictwa lądowego, działacz polityczny i dyplomata.

## Życiorys
Urodził się 19 grudnia 1911 w Lublinie, robotniczej rodzinie Aleksandra (zm. 1952) i Aleksandry (zm. 1975) Furtaków. W czasie I wojny światowej z rodziną przebywał w Rosji. Po powrocie do kraju, ukończył w 1930 gimnazjum matematyczno-przyrodnicze w Lublinie. W latach 1930–1938, z przerwą na służbę wojskową, studiował na Wydziale Inżynierii Lądowej Politechniki Warszawskiej. Po ukończeniu studiów pracował jako inżynier konstruktor.
W 1939 zmobilizowany, jako podporucznik 35 pułku piechoty brał udział w kampanii wrześniowej w walkach na Pomorzu, tam dostał się do niemieckiej niewoli. Osadzony w Oflagu II C Woldenberg, gdzie przebywał do wyzwolenia obozu przez Armię Czerwoną w lutym 1945. W oflagu w ramach „Bratniej Pomocy” Zrzeszenia Studiujących na Wyższych Uczelniach w Polsce prowadził dla jeńców-studentów wykłady z architektury i budownictwa.
W marcu 1945 wstąpił do PPR, od 1948 w PZPR. W latach 1945–1946 w Ministerstwie Przemysłu i Handlu był zastępcą Naczelnego Dyrektora Centralnego Zarządu Przemysłu Mineralnego oraz pełnił funkcję Przewodniczącego Związku Zawodowego Pracowników Państwowych, w latach 1948–1952 był wicedyrektorem, potem dyrektorem Centralnego Zarządu Budownictwa Przemysłowego w Warszawie, w latach 1952–1953 dyrektorem Zjednoczenia Budowy Huty im. B. Bieruta w Częstochowie, w latach 1953–1954 zastępcą Dyrektora do Spraw Administracyjnych w Zjednoczeniu Budowy Huty im. Lenina w Krakowie, w latach 1954–1956 zastępcą dyrektora w Centralnym Zarządzie Budownictwa Przemysłowego „Północ” w Warszawie, w latach 1957–1962 na stanowisku dyrektora naczelnego Centrali Handlu Zagranicznego „CEKOP” w Warszawie. W okresie 1962 do 1965 był radcą handlowym w Ambasadzie PRL w Sztokholmie. Od lutego 1965 do września 1969 był podsekretarzem Stanu w Ministerstwie Handlu Zagranicznego. Od października 1969 do grudnia 1971 ambasador nadzwyczajny i pełnomocny PRL w Cesarstwie Japonii.
Zmarł 21 kwietnia 1996 w Warszawie, pochowany 26 kwietnia 1996 w grobie rodzinnym na cmentarzu Bródnowskim (kwatera 8F-4-1).

## Ordery i odznaczenia
- Order Sztandaru Pracy I klasy (1969)[5]
- Order Sztandaru Pracy II klasy (22 lipca 1953)[6]
- Krzyż Kawalerski Orderu Odrodzenia Polski (8 października 1946)[7]
- Złoty Krzyż Zasługi (25 czerwca 1946)[8]
- Medal 10-lecia Polski Ludowej (18 stycznia 1955)[9]